# Су Плану (Каљари)
Су Плану је насеље у Италији у округу Каљари, региону Сардинија.
Према процени из 2011. у насељу је живело 4318 становника. Насеље се налази на надморској висини од 55 м.